# John B. Magruder
Pour les articles homonymes, voir Bankhead et Magruder.
John Bankhead Magruder (1er mai 1807 – 19 février 1871) est un officier de carrière américain. Il sert tout d'abord dans l'armée américaine durant la guerre américano-mexicaine, puis rejoint les rangs de l'Armée confédérée lorsque la guerre de Sécession éclate. Quand ce dernier conflit se termine, il rejoint l'Armée impériale mexicaine. Surnommé « Prince John » par ses amis, il est notamment connu pour avoir retardé l'armée fédérale durant la campagne de la Péninsule (1862), et défendu avec succès Galveston, au Texas, contre l'armée de l'Union et l'Union Navy (1863).

## Jeunesse et carrière
John Magruder est né le 1er mai 1807 à Port Royal, en Virginie. Il étudie à l'université de Virginie. Il est diplômé de l'Académie militaire de West Point en 1830, où il était le colocataire de William N. Pendleton. Il est nommé sous-lieutenant dans le 7e régiment d'infanterie. Il est ensuite affecté au 1er régiment d'artillerie.
Magruder sert durant la seconde guerre séminole, en Floride, puis dans l'armée d'occupation au Mexique sous les ordres de Winfield Scott. Il est breveté major pour sa conduite lors de la bataille de Cerro Gordo, et lieutenant-colonel pour sa bravoure dans la prise de Chapultepec. Il sert à la frontière, en Californie et à Fort Leavenworth, dans le Territoire du Kansas.

## Guerre de Sécession
Au début de la guerre civile, Magruder est affecté à l'artillerie dans une garnison de Washington, DC. Cependant, il démissionne de l'armée américaine lorsque la Virginie, sa terre natale, fait sécession, après quoi il est nommé général de brigade dans l'armée des États confédérés. Il est rapidement promu au grade de major-général. Il commande l'Armée de la Péninsule, défendant Richmond contre l'invasion de la péninsule de Virginie par le major-général George McClellan, au commencement de la campagne de la Péninsule de 1862. Cette armée est incorporée en tant que division à l'Armée de Virginie du Nord le 12 avril 1862.
Au cours de la bataille de Yorktown, Magruder dupe McClellan : il lui fait croire qu'il est à la tête d'un puissant corps d'armée en faisant passer avec ostentation un petit nombre de troupes par la même position à plusieurs reprises : McClellan pense donc que Magruder est à la tête d'une importante quantité d'hommes. Magruder déplace aussi constamment son artillerie et utilise abondamment ses munitions lorsque des troupes de l'Union sont aperçues, donnant ainsi l'impression, une fois de plus, qu'il dispose d'une importante force défensive et anéantissant toute volonté d'assaut. Ce subterfuge ralentit de plusieurs semaines l'Armée du Potomac de McClellan ; Magruder est donc félicité par son supérieur, le général Joseph E. Johnston.
Cependant, Magruder obtient des résultats médiocres lors de la bataille de Sept Jours. Certains estiment que l'abus d'alcool est la cause de ses résultats erratiques, d'autres pensent qu'il était usé par la tâche difficile qui avait consisté à tenir McClellan à distance.
À la bataille de Malvern Hill, les guides locaux égarent Magruder et ses troupes, ce qui  retarde considérablement leur arrivée sur le champ de bataille. En fait, Magruder ne reçut que très tard l'ordre d'attaquer du nouveau commandant, le général Robert Lee : cet ordre (envoyé plus tôt dans la journée, mais qui ne portait pas l'heure d'émission) fut d'ailleurs réitéré par Lee, sur la foi de renseignements erronés. L'exécution à la lettre de cet ordre par Magruder eut pour conséquence un assaut désorganisé, une absence de progression des troupes sudistes et des pertes considérables; d'ailleurs Lee, quand plus tard il inspecta les lieux en personne, émit l'opinion qu'aucun commandant présent sur le champ de bataille n'aurait dû commander l'assaut dans ces conditions. Et quand il demande à Magruder « Pourquoi avez-vous attaqué ? », Magruder répond : « Pour obéir à vos ordres, répétés deux fois ».
Après la bataille de Sept Jours, Lee réorganise son armée, remplaçant les commandants qu'ils juge inefficaces ; Magruder est affecté au commandement du District du Texas, du Nouveau-Mexique, et d'Arizona.
Le 1er janvier 1863, les forces de Magruder remportent la bataille de Galveston, reprenant ainsi la ville et le port. En conséquence, le Congrès des États confédérés qu'il lui présente ses remerciements officiels. La réputation de Magruder est alors telle qu'un des objectifs de Arthur Fremantle, jeune capitaine de l'armée britannique en voyage d'information dans le sud des États-Unis, est de rencontrer le fameux général; ce qu'il accomplit peu de temps après son débarquement au Texas, en mai 1863.
À partir d'août 1864 à mars 1865, Magruder commande le Département de l'Arkansas, mais revient au commandement du District du Texas, du Nouveau-Mexique, et d'Arizona durant les derniers mois de la guerre jusqu'à ce que toute la région Trans-Mississippi, dirigée par Edmund Kirby Smith, capitule.

## Après-guerre
Après la guerre, Magruder fuit au Mexique et entre au service de l'empereur Maximilien Ier en tant que major-général dans l'armée impériale du Mexique. Toutefois, en mai 1867, les forces de l'empereur sont défaites et l'empereur est exécuté. Magruder retourne donc aux États-Unis et s'installe à Houston, au Texas, où il décède le 19 février 1871. Il est enterré à Galveston, le théâtre de ses plus grands succès militaires.